# Frontière entre l'Illinois et l'Iowa

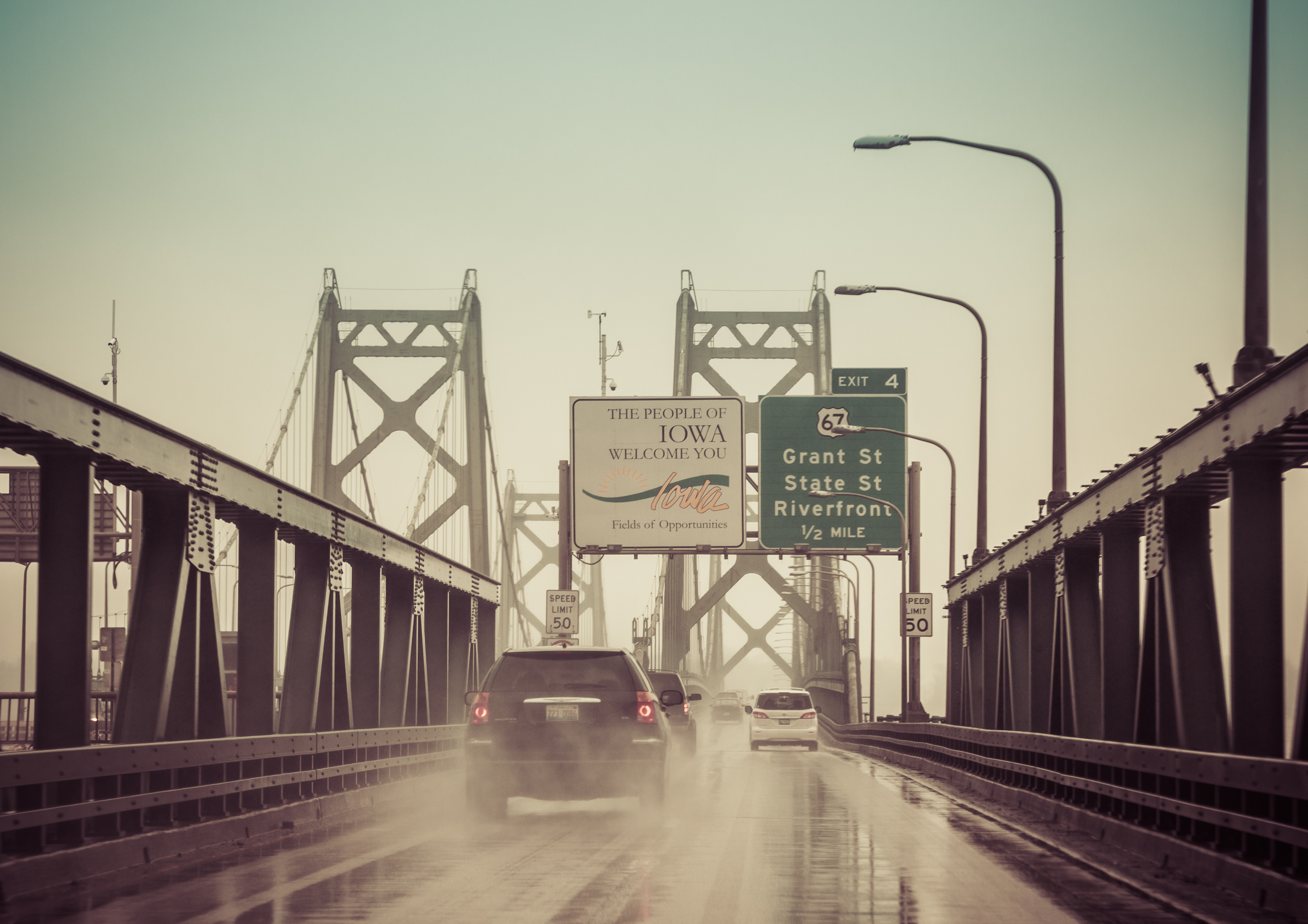
Le pont sur le Mississippi entre Moline, Illinois et Bettendorf, Iowa.

La frontière entre l'Illinois et l'Iowa est une frontière intérieure des États-Unis délimitant les territoires de l'Illinois à l'est et l'Iowa à l'ouest.
Son tracé suit le fleuve Mississippi du parallèle 42° 30' 25" latitude nord (au niveau de la ville de Dubuque) jusqu'à la confluence avec la rivière Des Moines.